# Doe rustig!
Doe rustig! is een lied van de Marokkaans-Nederlandse rapper Lijpe in samenwerking met de Nederlandse muziekproducer DJ Stijco. Het werd in 2017 als single uitgebracht en stond in hetzelfde jaar als vijfde track op het album Zandloper van Lijpe.

## Achtergrond
Doe rustig! is geschreven door  Abdel Achahbar en Nishan Stijco en geproduceerd door DJ Stijco. Het is een nummer uit de genres nederhop en afrotrap. In het lied rapt Lijpe over zijn pad naar succes en hoe anderen daar naar moeten kijken en mee omgaan. De single heeft in Nederland de platinastatus.
Het is de eerste keer dat de artiesten samen een hitsingle hebben. Dit deden zij in 2018 opnieuw op Kapitein.

## Hitnoteringen
De artiesten hadden succes met het lied in de hitlijsten van Nederland. Het piekte op de zevende plaats van de Nederlandse Single Top 100 en stond dertien weken in deze hitlijst. De Nederlandse Top 40 werd niet bereikt; het kwam hier tot de tweede plaats van de Tipparade.